# Leichtathletik-Weltmeisterschaften 2019/20 km Gehen der Frauen

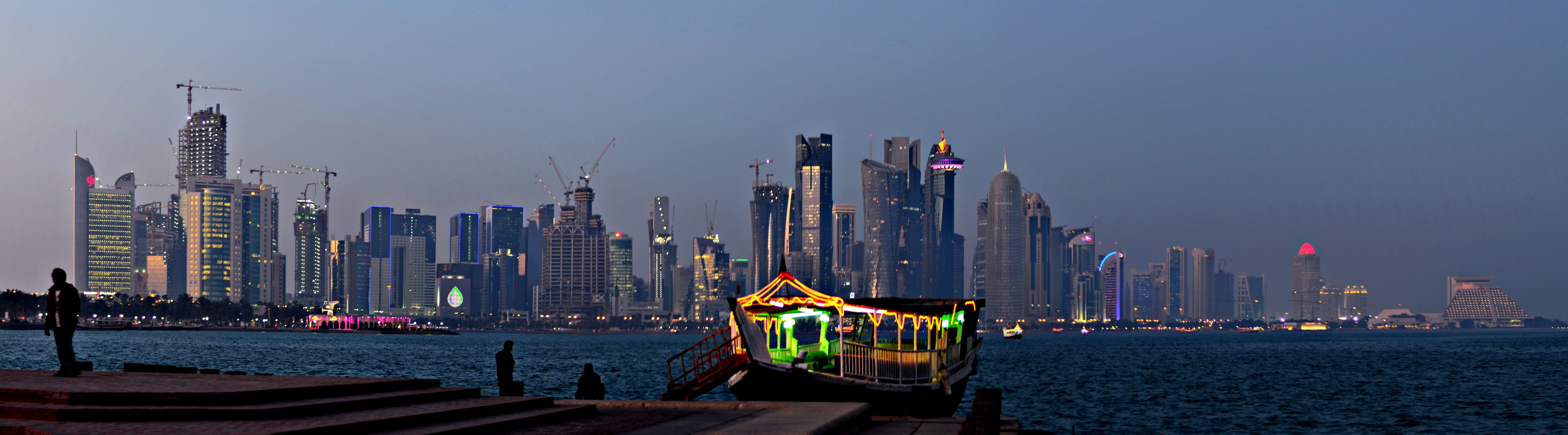
Abendliche Skyline der Stadt Doha

Das 20-km-Gehen der Frauen bei den Leichtathletik-Weltmeisterschaften 2019 fand am 29. September 2019 in den Straßen der katarischen Hauptstadt Doha statt.
45 Athletinnen aus 31 Ländern nahmen an dem Wettbewerb teil.
Die chinesischen Geherinnen kamen zu einem Dreifacherfolg.

Ihren dritten Weltmeistertitel nach 2011 und 2015 errang die aktuelle Olympiasiegerin, Olympiadritte von 2012 und zweifache Vizeweltmeisterin (2009/2013) Liu Hong mit 1:32:53 h.

Silber ging in 1:33:10 h an die Olympiazweite von 2012 und WM-Dritte von 2011 Qieyang Shenjie.

Bronze gewann Yang Liujing in 1:33:17 h.

## Rekorde
Vor dem Wettbewerb galten folgende Rekorde:
| Weltrekord | Liu Hong          | 1:24:38 h | La Coruña, Spanien       | 6. Juni 2015   |
| WM-Rekord  | Olimpiada Iwanowa | 1:25:41 h | WM in Helsinki, Finnland | 7. August 2005 |

Der bestehende WM-Rekord wurde bei diesen Weltmeisterschaften nicht eingestellt und nicht verbessert.

## Ergebnis

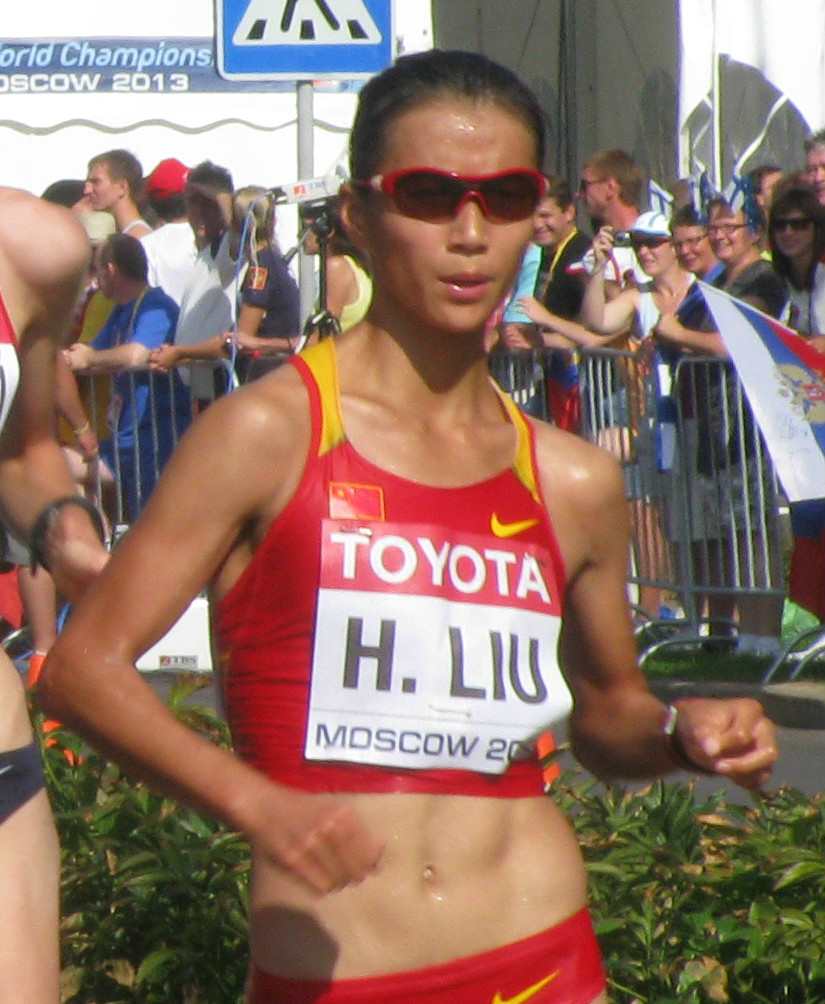
WM-Titel Nummer drei für Liu Hong

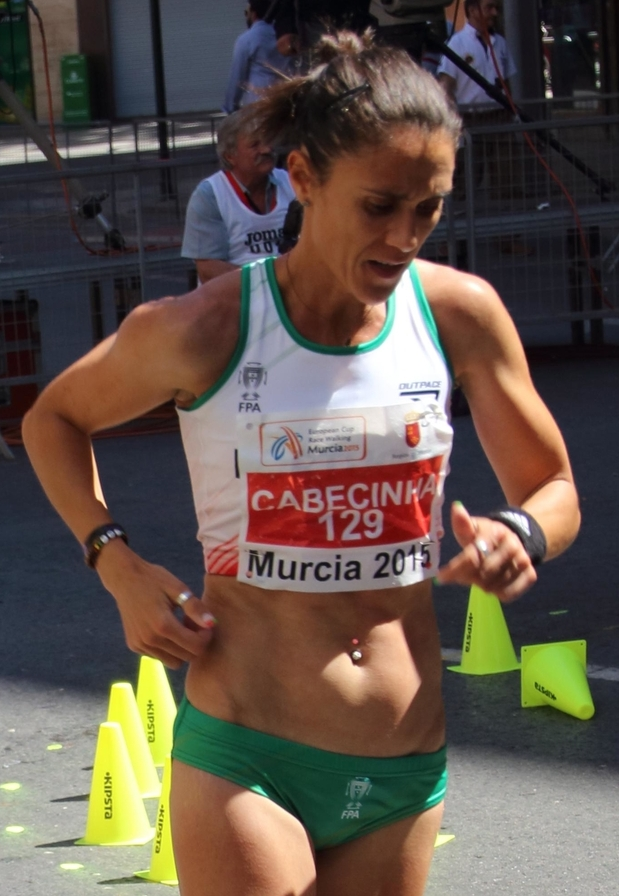
Ana Cabecinha (vorn) erreichte Platz neun

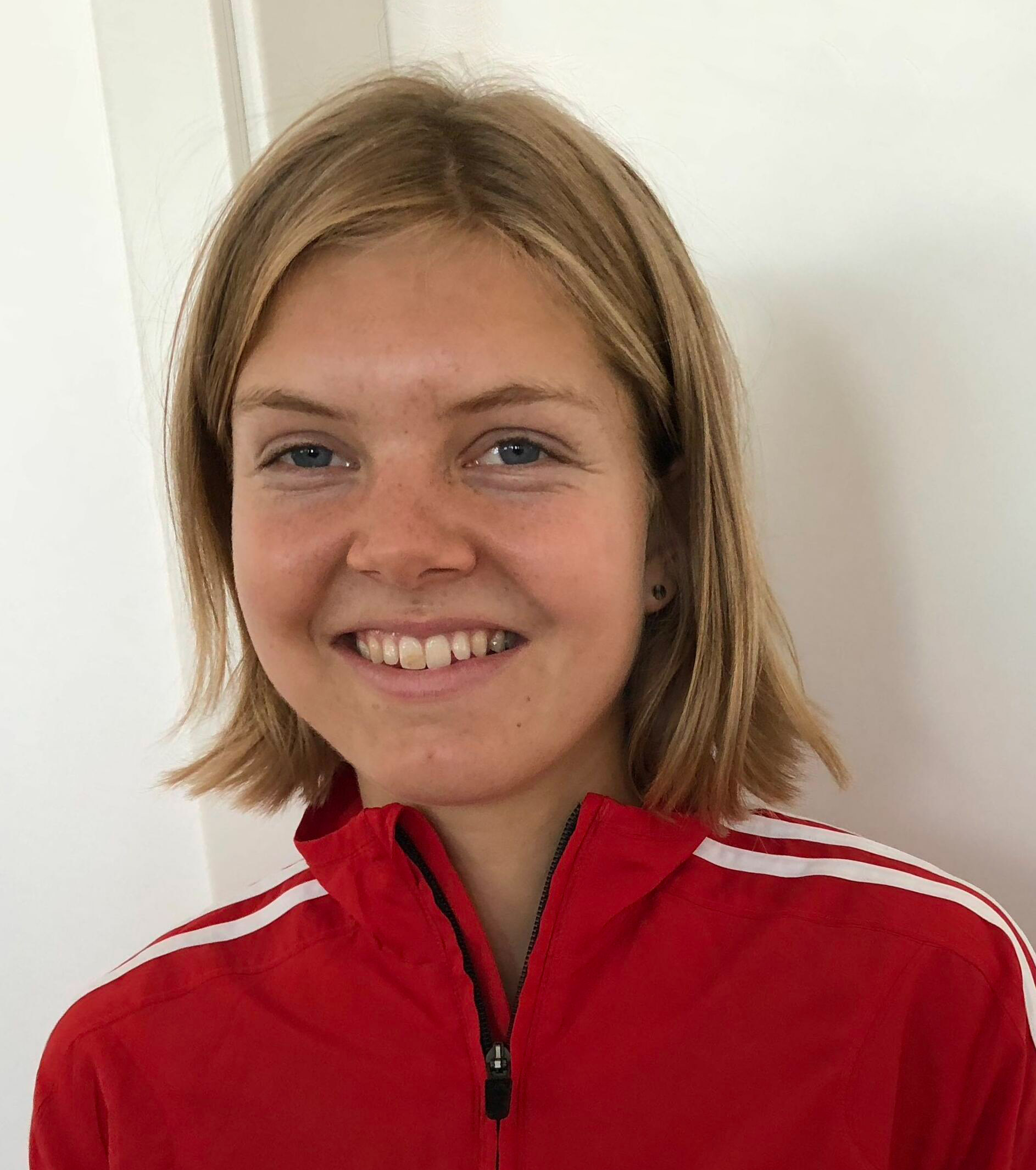
Saskia Feige belegte Rang elf

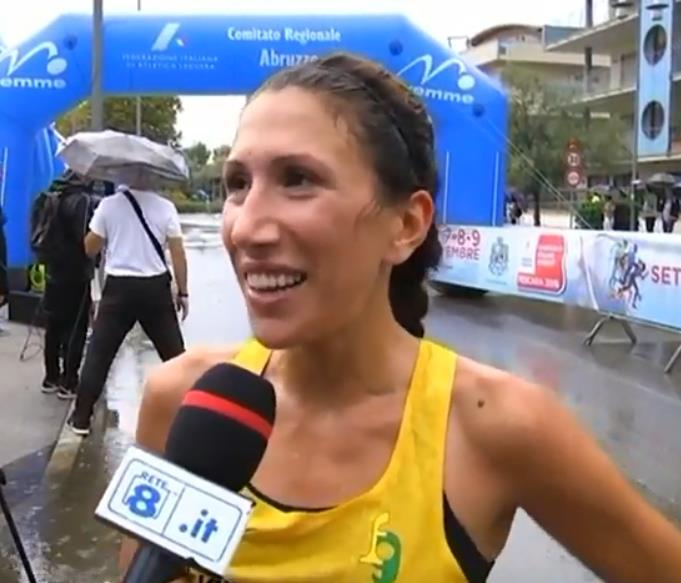
Antonella Palmisano kam auf den dreizehnten Platz

29. September 2019, 23:30 Uhr Ortszeit (22:30 Uhr MESZ)
| Platz          | Athletin               | Land                        | Zeit (h)   |
| -------------- | ---------------------- | --------------------------- | ---------- |
|                | Liu Hong               | Volksrepublik China         | 1:32:53    |
|                | Qieyang Shenjie        | Volksrepublik China         | 1:33:10    |
|                | Yang Liujing           | Volksrepublik China         | 1:33:17    |
| 4              | Érica de Sena          | Brasilien                   | 1:33:36    |
| 5              | Sandra Arenas          | Kolumbien                   | 1:34:16    |
| 6              | Kumiko Okada           | Japan                       | 1:34:36    |
| 7              | Nanako Fujii           | Japan                       | 1:34:50    |
| 8              | María Pérez            | Spanien                     | 1:35:43    |
| 9              | Ana Cabecinha          | Portugal                    | 1:36:31    |
| 10             | Jemima Montag          | Australien                  | 1:36:54    |
| 11             | Saskia Feige           | Deutschland                 | 1:37:14    |
| 12             | Mirna Ortiz            | Guatemala                   | 1:37:32    |
| 13             | Antonella Palmisano    | Italien                     | 1:37:36 SB |
| 14             | Darja Paluektawa       | Belarus                     | 1:37:42    |
| 15             | Raquel González        | Spanien                     | 1:38:02    |
| 16             | Yehualeye Beletew      | Äthiopien                   | 1:38:11    |
| 17             | Valentina Trapletti    | Italien                     | 1:38:22    |
| 18             | Karla Jaramillo        | Ecuador                     | 1:38:26    |
| 19             | Anežka Drahotová       | Tschechien                  | 1:38:29    |
| 20             | Nadija Borowska        | Ukraine                     | 1:38:35 SB |
| 21             | Katarzyna Zdziebło     | Polen                       | 1:38:44    |
| 22             | Antigoni Drisbioti     | Griechenland                | 1:38:56    |
| 23             | Živilė Vaiciukevičiūtė | Litauen                     | 1:39:26    |
| 24             | Meryem Bekmez          | Türkei                      | 1:39:36    |
| 25             | Glenda Morejón         | Ecuador                     | 1:39:38    |
| 26             | Grace Wanjiru Njue     | Kenia                       | 1:39:58    |
| 27             | Alana Barber           | Neuseeland                  | 1:40:59    |
| 28             | Ángela Castro          | Bolivien                    | 1:41:15    |
| 29             | Inna Kaschyna          | Ukraine                     | 1:41:44    |
| 30             | Ching Siu Nga          | Hongkong                    | 1:42:55    |
| 31             | Jana Smerdowa          | Authorised Neutral Athletes | 1:43:49    |
| 32             | Valeria Ortuño         | Mexiko                      | 1:43:51    |
| 33             | Laura García-Caro      | Spanien                     | 1:44:05    |
| 34             | Rachel Seaman          | Kanada                      | 1:45:40    |
| 35             | Maria Michta-Coffey    | USA                         | 1:46:02 SB |
| 36             | Noelia Vargas          | Costa Rica                  | 1:46:30    |
| 37             | Ilse Guerrero          | Mexiko                      | 1:46:32    |
| 38             | Mayra Pérez            | Guatemala                   | 1:46:42    |
| 39             | Viktória Madarász      | Ungarn                      | 1:47:38    |
|                | Leyde Guerra           | Peru                        | DNF        |
| Viviane Lyra   | Brasilien              |                             | DNF        |
| Chahinez Nasri | Tunesien               |                             | DNF        |
|                | Katie Hayward          | Australien                  | DSQ 1      |
| Ayşe Tekdal    | Türkei                 |                             | DSQ 1      |
| Yang Jiayu     | Volksrepublik China    |                             | DSQ 1      |

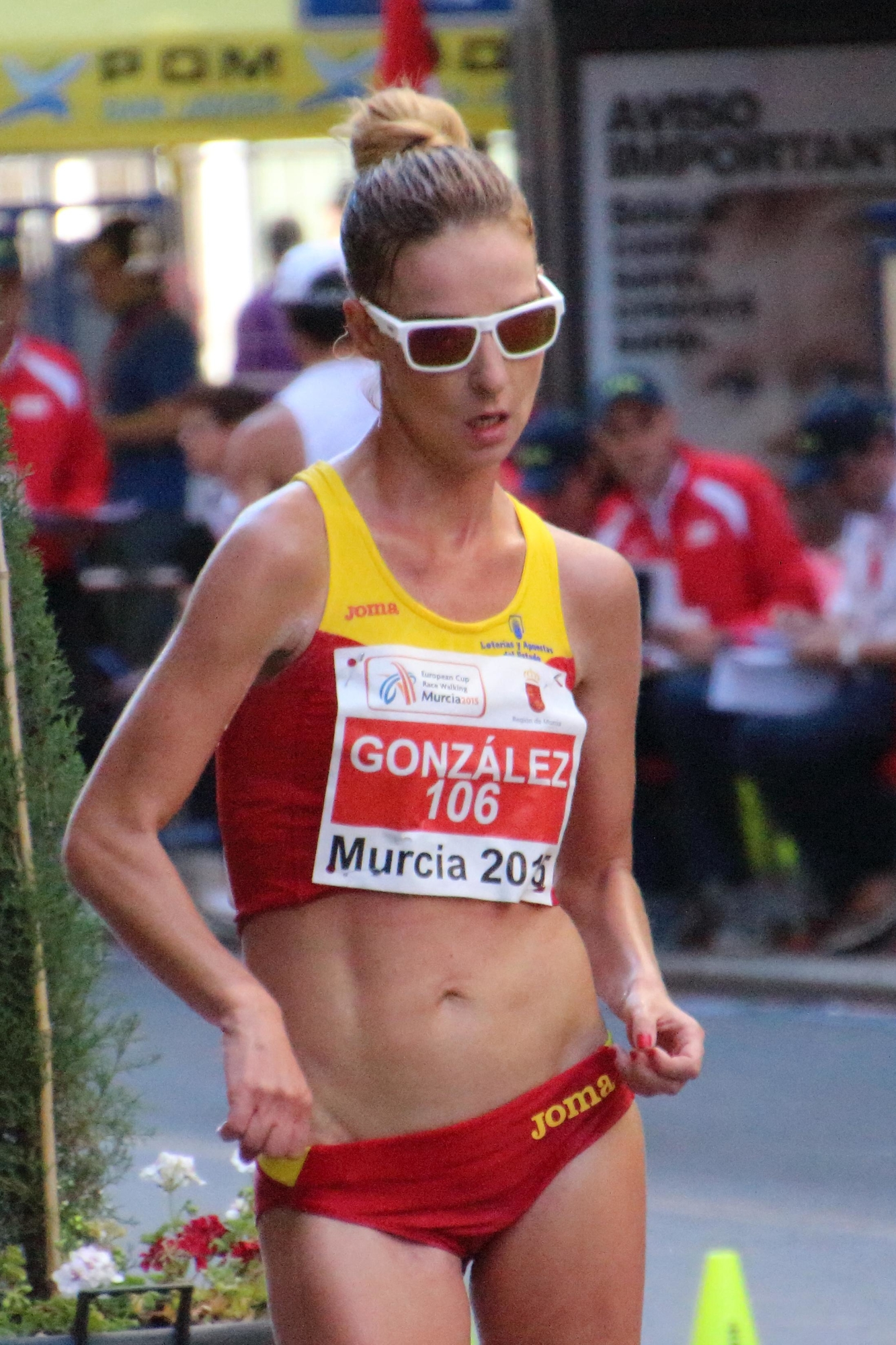
Raquel González – Rang fünfzehn
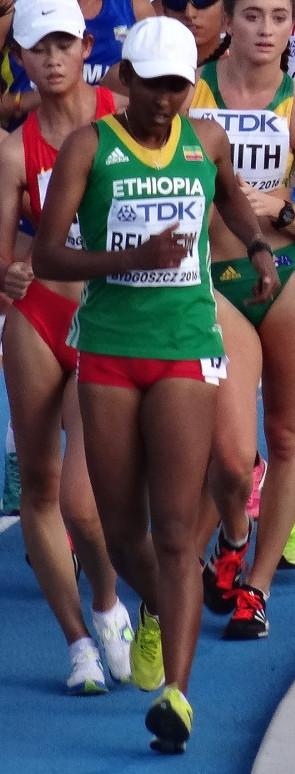
Yehualeye Beletew – Rang sechzehn
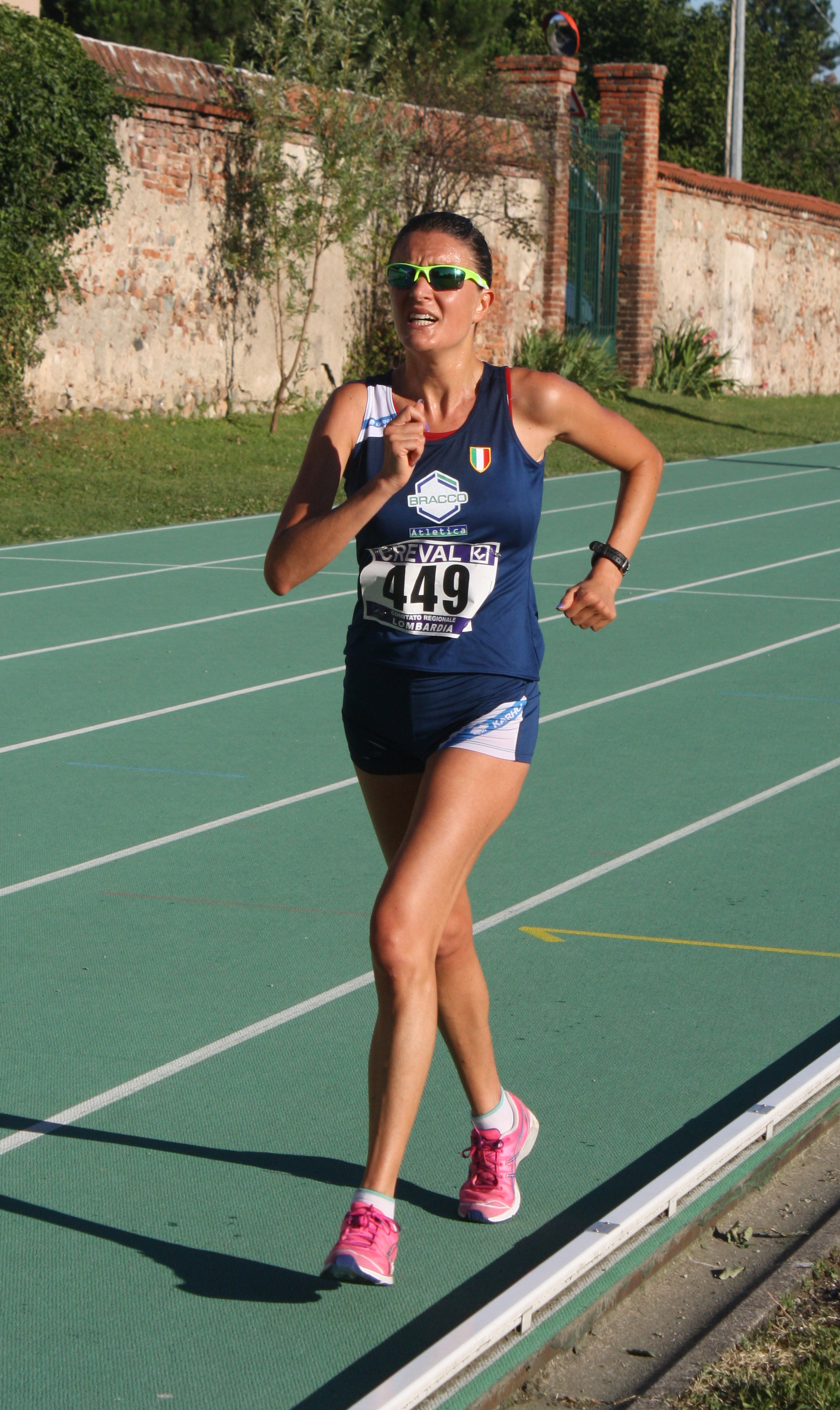
Valentina Trapletti wurde Siebzehnte
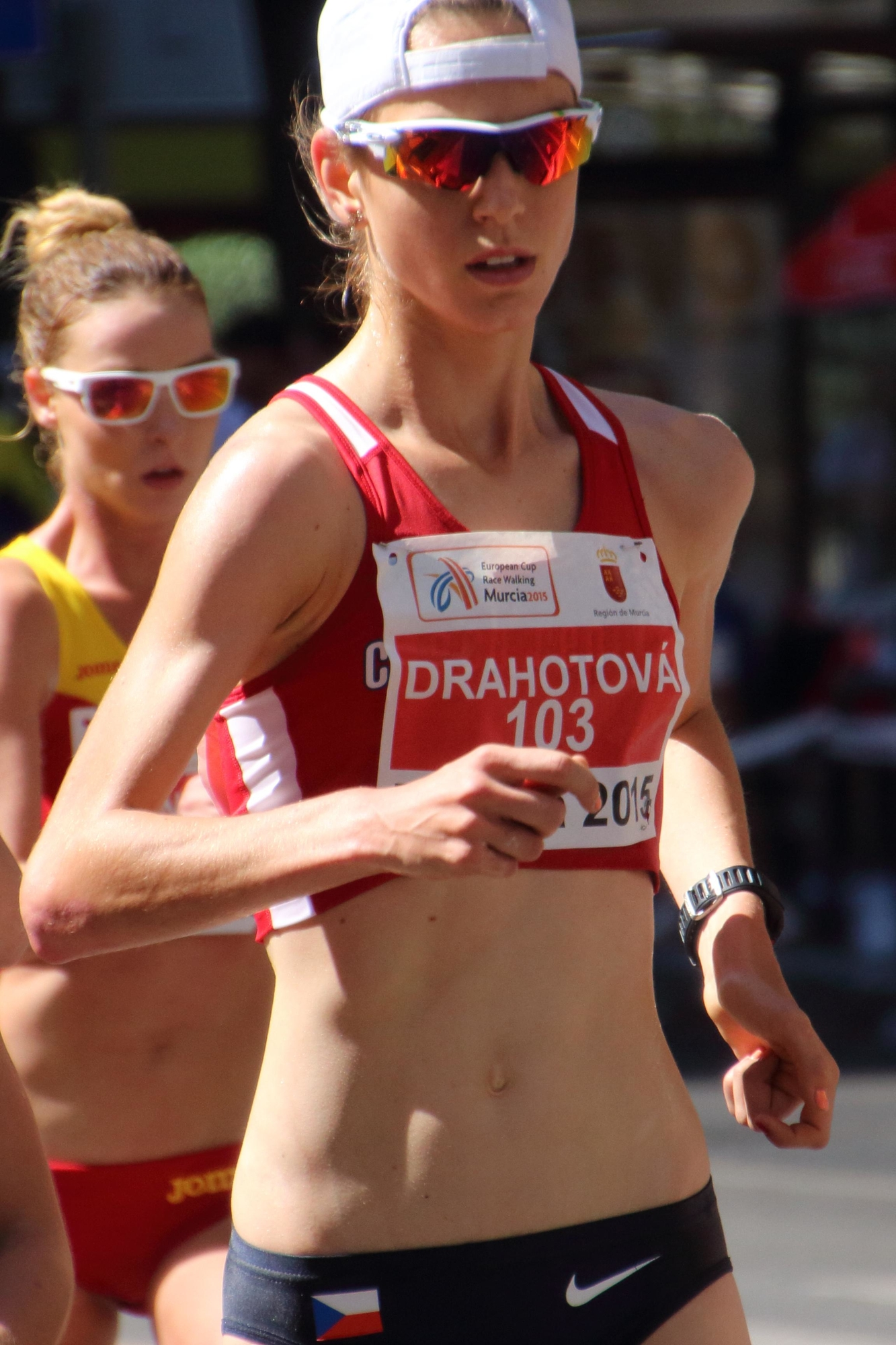
Anežka Drahotová – Rang neunzehn
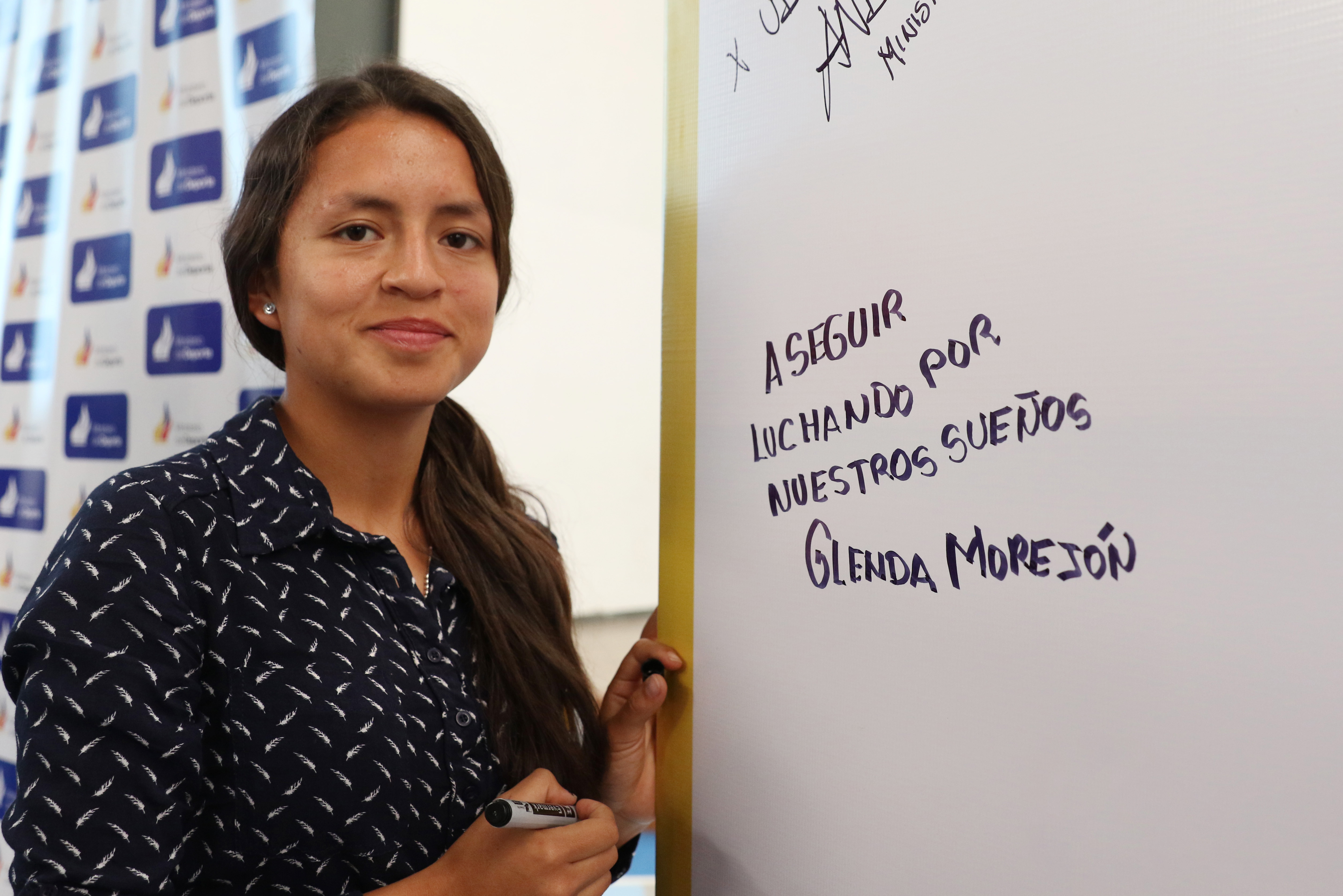
Platz 25 für Glenda Morejón
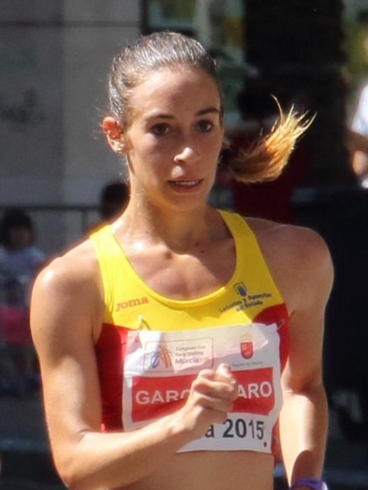
Laura García-Caro – Rang 33
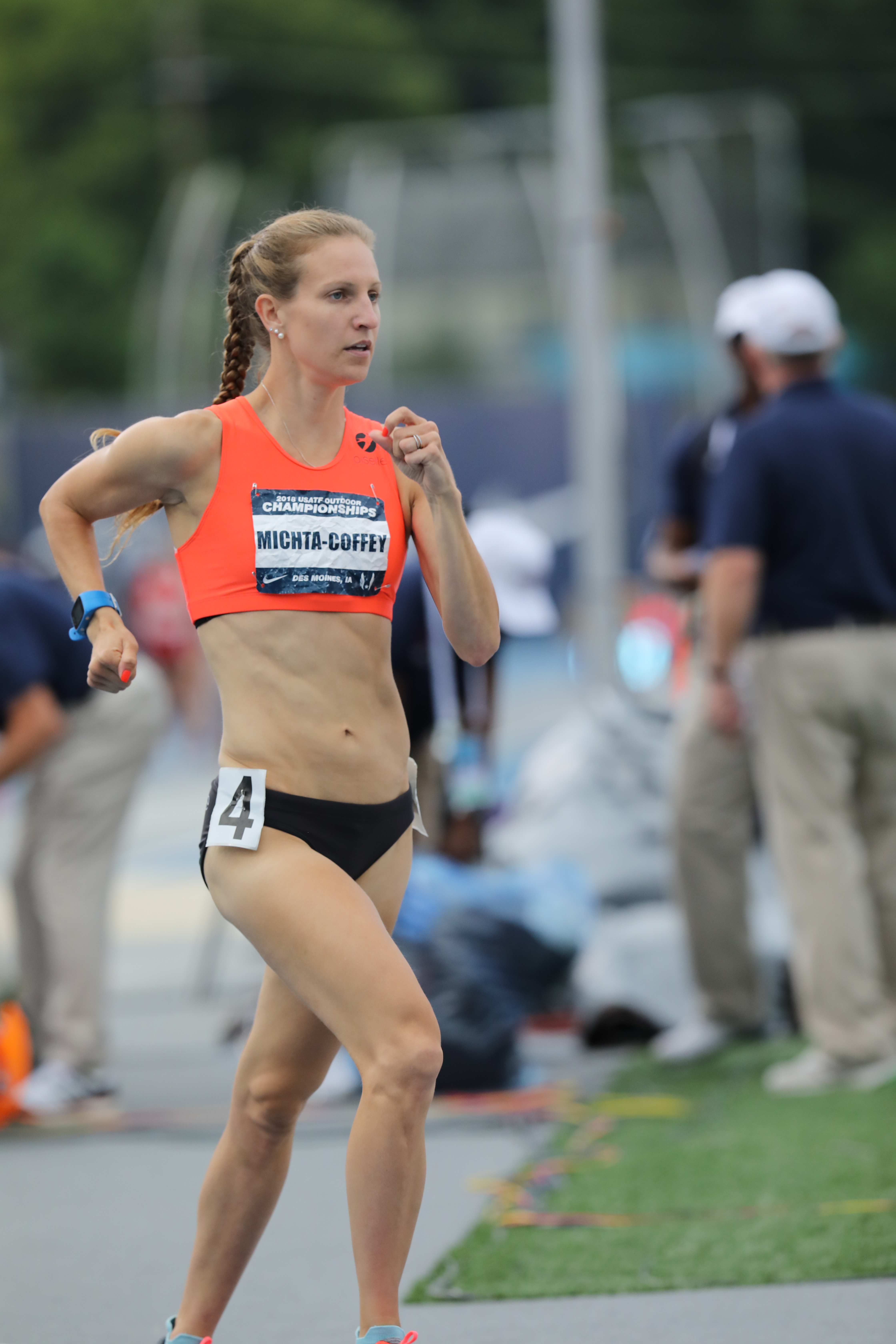
Maria Michta-Coffey – Rang 35
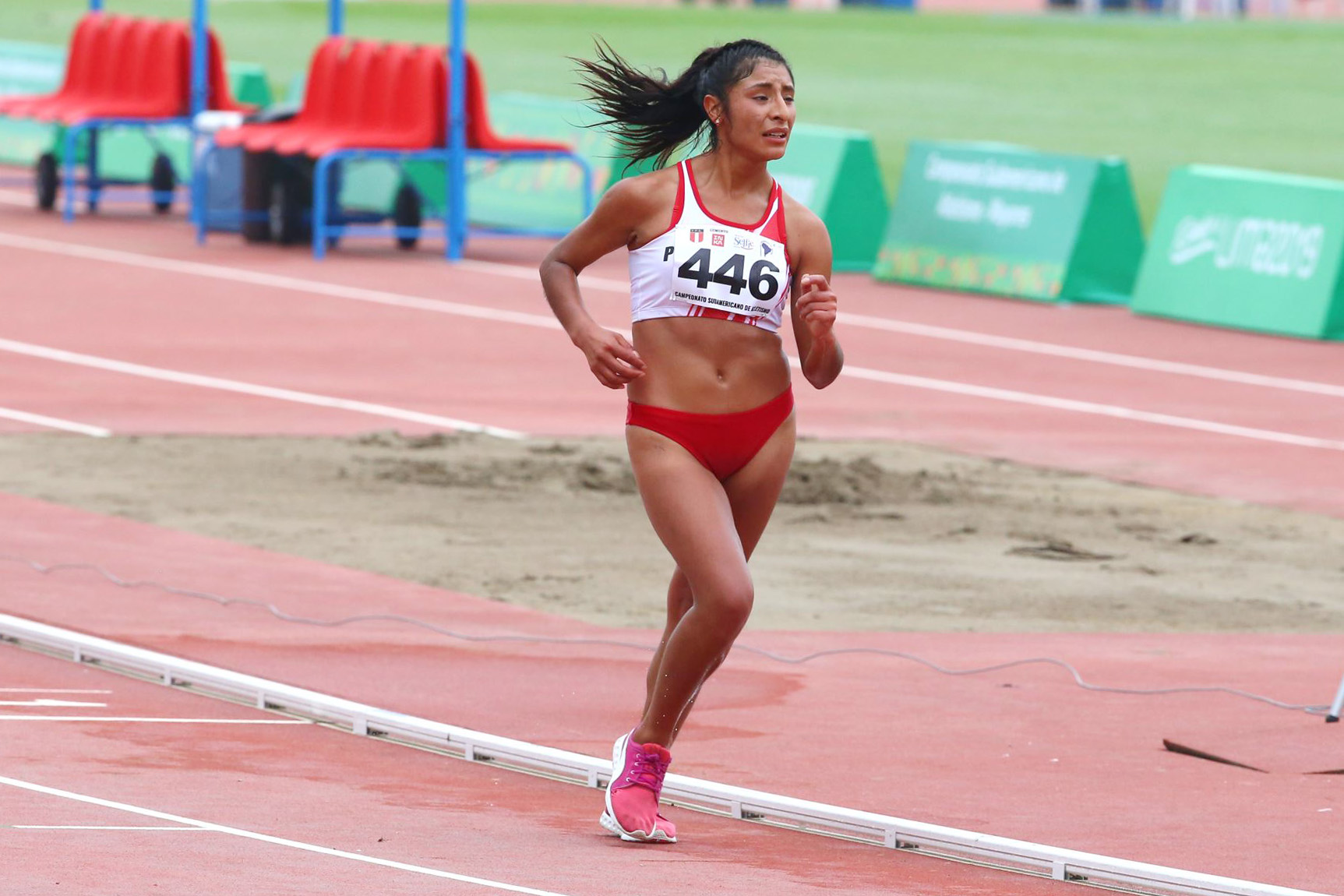
Leyde Guerra – Wettkampf nicht beendet